# Фигейра (Пенафиел)
Фигейра (порт. Figueira) — район (фрегезия) в Португалии, входит в округ Порту. Является составной частью муниципалитета Пенафиел. По старому административному делению входил в провинцию Дору-Литорал. Входит в экономико-статистический субрегион Тамега, который входит в Северный регион. Население составляет 351 человек на 2001 год. Занимает площадь 6,35 км².